# Abadia do Sacromonte

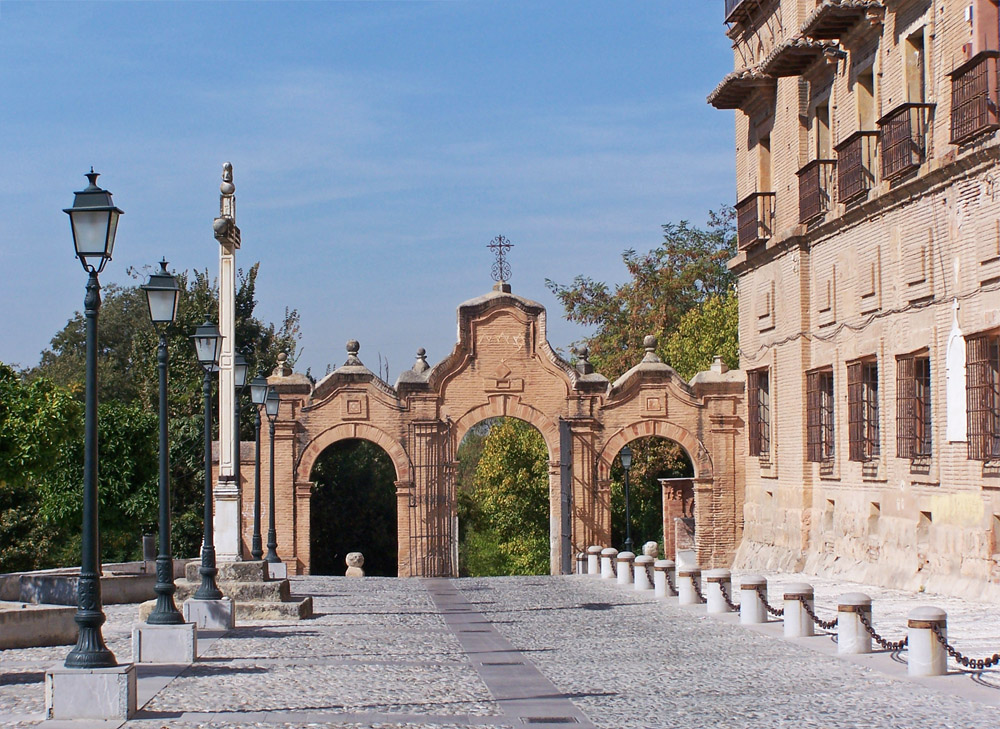
Porta monumental vista do lado oriental

A Abadia do Sacromonte é um complexo religioso católico situado a nordeste da cidade de Granada, sul de Espanha, no bairro homónimo. Está classificado como Bem de Interesse Cultural.
A abadia propriamente dita, construída nos séculos XVII e XVIII, é o principal edifício constituído também pelo Colégio Velho de São Dionísio Areopagita (século XVII), Colégio Novo (século XIX) e pelas "Santas Grutas" (Santas Cuevas). Estas últimas são catacumbas onde, segundo a lenda, foram martirizados São Cecílio, o primeiro bispo de Granada e os seus companheiros, os varões apostólicos (Sete Apóstolos de Espanha), evangelizadores da Hispânia romana.
A abadia é palco da romaria de São Cecílio, uma das festas religiosas mais importantes de Granada, que ocorre todos os anos no primeiro domingo de fevereiro.

## História
A abadia foi construída após terem sido alegadamente descobertas no monte Valparaíso (antigo nome do Sacromonte) relíquias dos discípulos do apóstolo Santiago Maior e placas de chumbo com inscrições em árabe que relatavam o martírio de São Cecílio e de dois dos seus companheiros, conhecidas como os livros plúmbeos, além de um forno e cinzas humanas. A repercussão destes achados foi enorme, tendo sido erguidas em redor do local da descoberta cerca de 1200 cruzes, levantadas pelos grémios e artesãos da cidade, das quais apenas se conservam quatro. Muitas dessas cruzes foram doadas aos franciscanos, que em 1663 construíram um caminho que ligava a cidade ao Sacromonte, um Via Crucis que terminava numa pequena capela dedicada ao Santo Sepulcro. O lugar converteu-se em centro de peregrinação.
A autenticidade dos achados foi questionada, considerados atualmente uma falsificação da comunidade mourisca para tentar evitar a expulsão que acabaria por acontecer em 1609, foi objeto de polémica até que um concílio local os declarou que as relíquias eram autênticas. Os livros plúmbeos, considerados falsos pelo historiador Luis Tribaldos de Toledo (1558–1636), depois de numerosas vicissitudes, foram finalmente declarados falsos em 1682 por um breve apostólico do Papa Inocêncio X.

## O conjunto

### Santas Grutas
As primeiras obras nas catacumbas conhecidas como Santas Cuevas foram levadas a cabo ainda no século XVI, entre 1595 e 1597, tendo sido desenterradas para depois serem reforçar e valorizar aquelas onde se acreditava que tivesse ocorrido o martírio. O conjunto das grutas é delimitado por um muro de ladrilho com ameias curvilíneas decorado com estrelas, círculos, flores e o escudo do fundador, bem como o ano da sua construção (1598). À entrada encontra-se um altar ladeada com duas figuras de cera trazidas de Roma em 1843 com as relíquias dos mártires Vitor e Leôncio. Há também uma réplica do Cristo de las Cuevas ou del Consuelo, obra de Miguel Zúñiga. Descendo uma escadaria situada debaixo do altar entra-se nas grutas propriamente ditas, onde há várias capelas:
- Capela da Dolorosa

- Capela de Pedra, que deve o seu nome a uma grande pedra a que a fantasia popular atribui a virtude de conceder marido no mesmo ano à mulher que a beije.

- Capela de Santiago, onde segundo a tradição, o apóstolo Santiago celebrou a primeira missa em Espanha, e onde se diz que apareceu pela primeira vez a Virgem e não em Saragoça. Tem um retábulo do final do século XVII. No centro do altar há uma Imaculada, obra de Pedro Duque y Cornejo e aos seus lados duas figuras de Santa Luzia e Santa Teresa

Há ainda uma espécie de pequena capela, supostamente o forno onde ocorreu o martírio dos santos, que está protegida por uma grade e tem no interior um pequeno busto de São Cecílio e a cruz que segundo a tradição é a que levava São João de Deus quando passou por Granada.
Junto às grutas situa-se o cemitério dos cónegos.

### A abadia
A construção da abadia teve início nos primeiros anos do século XVII. A abadia teve grande importância como centro cultural e religioso, cuja decadência também provocou o desparecimento do antigo Sacromonte, do qual apenas se conserva a cruz erguida pelos franciscanos.

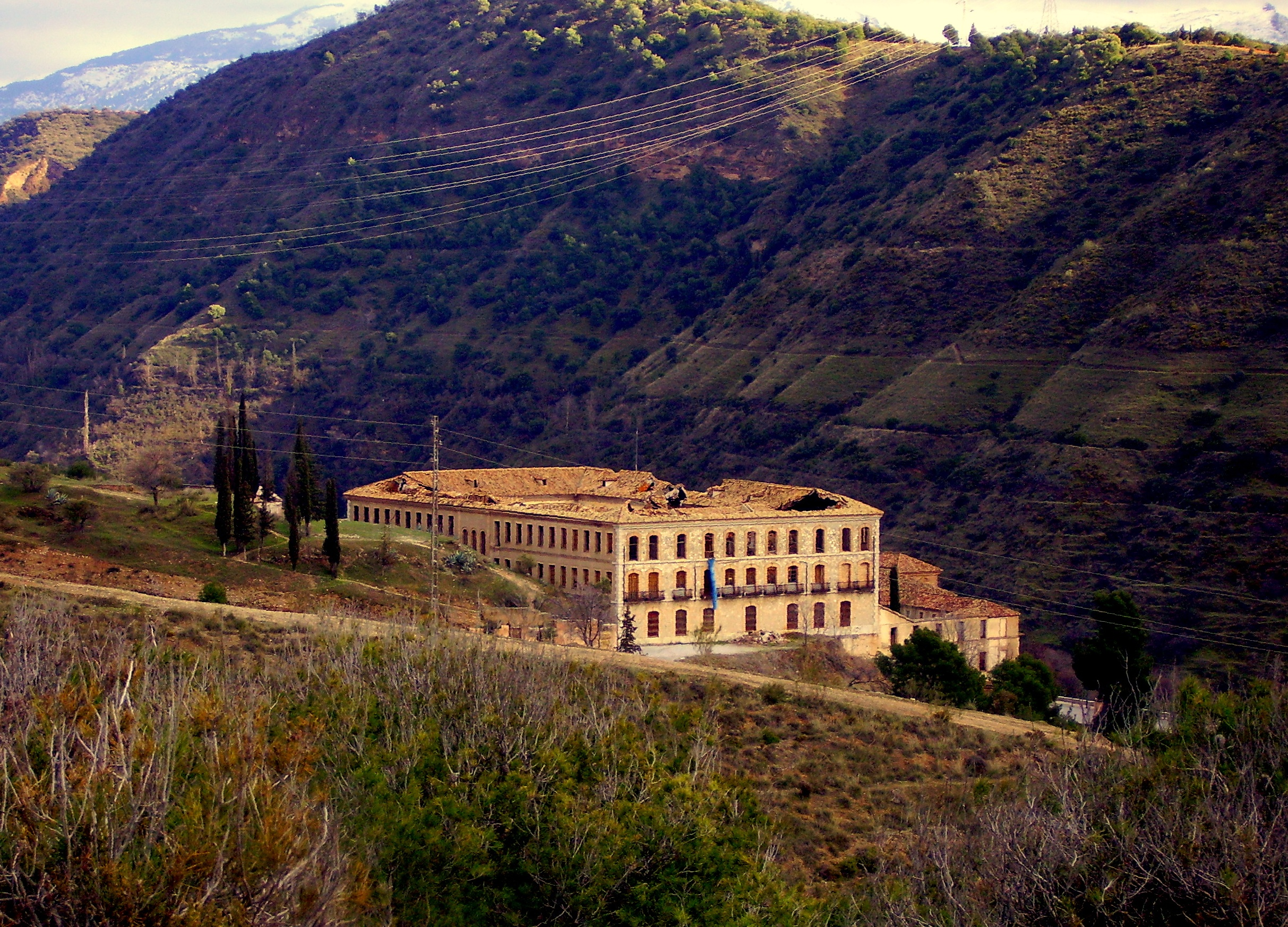
Outra perspetiva da abadia

A obra foi encomendada pelo arcebispo de Granada Pedro de Castro Cabeza de Vaca y Quiñones ao frade jesuíta e arquiteto Pedro Sánchez, tendo como referência o Escorial, que não chegou a ver a obra terminada, pois com a morte do arcebispo o financiamento foi interrompido. Na biblioteca do edifício conservam-se os planos da obra. O pátio é o elemento que mais se destaca no conjunto. Os quatro lados têm galerias com colunas toscanas sobre as quais descansam arcos de meio ponto, com mísulas. No espaço entre os arcos há escudos de Pedro de Castro e estrelas de Salomão. No andar superior abrem-se vários vãos retangulares apoiados em pilastras. O corpo inferior é de cantaria, enquanto que o superior é de ladrilho, dando uma nota de cor ao conjunto. No centro do pátio encontra-se uma grande fonte.
A igreja está consagrada à Virgem da Assunção. No projeto original tinha uma só nave rematada pelo cruzeiro. A partir do século XVIII foi ampliada, projetando-se uma planta em cruz latina, de três naves com uma capela maior, cruzeiro e coro. No interior, a nave central é coberta com abóbadas de canhão e as laterais com abóbadas de aresta. A riqueza decorativa é uma das peculiaridades da igreja. O coro, um dos elementos mais chamativos, foi realizado por Francisco Díaz del Rivero entre 1615 e 1617. O retábulo da capela-mor foi atribuído a Blas Moreno. Entre as manifestações escultóricas destaca-se também a imagem do Cristo del Consuelo, ou dos Ciganos, da autoria de José Risueño e datada de 1695. Na nave central encontra-se o templete que acolhe o sacrário, ladeado por esculturas dos santos mártires, debaixo das quais se guardam as suas cinzas. A cornija é quebrada por um grande medalhão com um relevo da Assunção e é rematada com um relevo da Trindade e dos apóstolos. Os retábulos laterais do cruzeiro apresentam a mesma estrutura: um único corpo e um ático. Junto ao altar-mor, à direita, encontra-se a capela do fundador. De pequenas dimensões, alberga um mausoléu no qual ele é representado de joelhos, em atitude orante. À esquerda do altar-mor entra-se para a sacristia, de planta retangular. Nela destacam-se uma mesa de cálices com incrustações de mármore, as seus armários e telas de temas religiosos que alternam com espelhos ovalados.
No edifício principal, construído entre 1600 e 1610, Pedro de Castro fundou um dos primeiros colégios privados da Europa, uma espécie de universidade onde se ministravam cursos de direito, teologia e filosofia. No início do século XX, o colégio passou a ministrar apenas ensino secundário; encerrou em 1975. Atualmente a abadia é usada como residência de sacerdotes e é a igreja paroquial do bairro.

### Museu
Situado na zona antigamente dedicada à clausura, o museu alberga nas suas três salas numerosas obras de arte dos artistas que viveram em Granada durante os séculos XVI e XVII, como incunábulos, códices, entre eles um de São João da Cruz, livros de coros com iluminuras, manuscritos árabes com matérias de religião, direito, gramática, história, matemática, um exemplar da obra Generalidades a Medicina de Averróis, coleções de moedas, uma carta de Pizarro ao imperador Carlos V, bem como diversos objetos de culto, tapeçarias e uma coleção de vestimentas eclesiásticas. De referir ainda os 25 livros plúmbeos e diversas placas que serviram para a estampagem de gravações.
Da abundante coleção pictórico destacam-se, entre outras, as seguintes:
- Virgem da Rosa, de Gerard David (1460–1523), um dos maiores representantes da pintura flamenga.

- A Sagrada Família e a Coroação da Virgem, de José Risueño (1665–1721).

- São José e o Menino, de João de Sevilha (1643–1695).

- Nascimento, Os Três Arcanjos e o Anjo da Guarda, de José Risueño.

- Papa Leão XIII, de Manuel Gómez-Moreno González (1836–1918).

- A Imaculada, atribuída a Pedro de Raxis (1555–1626).

Entre as obras de escultura, destacam-se O Calvário, talhado em marfim por Alonso Cano, uma Imaculada de Pedro de Mena, A Virgem com o Menino, de  Duque y Cornejo e O Bom Pastor, de José Risueño, entre outras.